# Pterostylis hispidula
Pterostylis hispidula är en orkidéart som beskrevs av Robert Desmond David Fitzgerald. Pterostylis hispidula ingår i släktet Pterostylis och familjen orkidéer.
Artens utbredningsområde är New South Wales. Inga underarter finns listade i Catalogue of Life.